# Pak Chol-min
Pak Chol-Min (21 de setembro de 1982) é um judoca norte-coreano. Ele conquistou a medalha de bronze nos Jogos Olímpicos de Pequim 2008, na categoria até 66 kg.